# Karduniaix

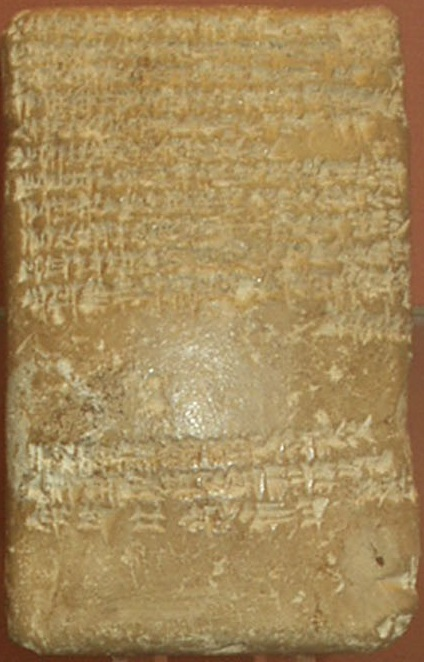
Revers de la carta d'Amarna EA 9

Karduniaix, també transcrit Karduniash, Karaduniyaš, Karaduniše o Karduniaš), és un terme cassita utilitzat per al regne centrat a Babilònia i fundat per la dinastia cassita. S'utilitza al corpus de les cartes d'Amarna del 1350-1335, i també s'utilitza amb freqüència en els textos assiris mitjans i neoassiris per referir-se al regne de Babilònia. El nom Karaduniaix s'utilitza principalment en les cartes escrites entre Kadaixman-Enlil I o Burnaburiaix II, reis de Babilònia, i el faraó de l'antic Egipte (anomenat Mizri), les cartes EA 1-EA 11, un subcorpus de cartes, (EA per El-Amarna). Molt més tard, es va utilitzar una versió del nom al Talmud de Babilònia com a Kardunia fent referència a llocs similars.
Hi ha dues cartes addicionals al corpus de la carta d'Amarna 382 que fan referència a Karaduniaix. La primera està danyada, i la carta parcial, EA 200, (sense autor), en relació als "ahlameans", (similar als suteans); el títol és: "sobre els ahlameans". La segona carta és completa i en bon estat, una carta d'un dels fills de Labaya, anomenat Mutbaal-(Mut-Bahli, or Mut-Ba'lu), carta EA 255.